# Comitato parlamentare per i procedimenti di accusa
Il Comitato parlamentare per i procedimenti di accusa è una commissione parlamentare direttamente prevista dalla legge costituzionale italiana. Il suo compito è quello di redigere la relazione nella quale vengono formulate le accuse di alto tradimento o di attentato alla Costituzione nei confronti del Presidente della Repubblica, espressamente previste dall'articolo 90 della Costituzione della Repubblica Italiana.

## Composizione
Il Comitato parlamentare per i procedimenti di accusa ha composizione bicamerale, infatti è formato dai componenti della Giunta del Senato della Repubblica e da quelli della Giunta della Camera dei deputati competenti per le autorizzazioni a procedere in base ai rispettivi Regolamenti.
La presidenza del Comitato parlamentare per i procedimenti di accusa è affidata al Presidente della Giunta del Senato della Repubblica o dal Presidente della Giunta della Camera dei deputati, che si alternano per ciascuna legislatura.
L'ufficio di presidenza è composto da un presidente, due vicepresidenti e due segretari.

## Legislazione
Il Comitato parlamentare per i procedimenti di accusa è disciplinato dall'art. 12 della Legge costituzionale 11 marzo 1953, n. 1 recante Norme integrative della Costituzione concernenti la Corte costituzionale, così come modificato dalla Legge costituzionale 16 gennaio 1989, n. 1. recante Modifiche degli articoli 96, 134 e 135 della Costituzione e della legge costituzionale 11 marzo 1953, n. 1, e norme in materia di procedimenti per i reati di cui all'art. 96 della Costituzione.

## Presidenti
| N° | Presidente      | Presidente    | Presidente                      | Carica   | Partito                                               | Mandato          | Mandato           | Legislatura  |
| N° | Presidente      | Presidente    | Presidente                      | Carica   | Partito                                               | Inizio           | Fine              | Legislatura  |
| -- | --------------- | ------------- | ------------------------------- | -------- | ----------------------------------------------------- | ---------------- | ----------------- | ------------ |
| 1  |                 |               | Franco Restivo (1911–1976)      | Deputato | Democrazia Cristiana                                  | 27 febbraio 1964 | 23 febbraio 1966  | IV (1963)    |
| 2  |                 |               | Alfredo Amatucci (1907–1982)    | Deputato | Democrazia Cristiana                                  | 24 febbraio 1966 | 11 aprile 1968    | IV (1963)    |
| 3  |                 |               | Luigi Carraro (1916–1980)       | Senatore | Democrazia Cristiana                                  | 24 luglio 1968   | 24 maggio 1972    | V (1968)     |
| 4  |                 |               | Francesco Cattanei (1931–1993)  | Deputato | Democrazia Cristiana                                  | 1 agosto 1972    | 28 novembre 1974  | VI (1972)    |
| 5  |                 |               | Angelo Castelli (1928–2017)     | Deputato | Democrazia Cristiana                                  | 5 dicembre 1974  | 4 luglio 1976     | VI (1972)    |
| 6  |                 |               | Mino Martinazzoli (1931–2011)   | Senatore | Democrazia Cristiana                                  | 11 agosto 1976   | 19 giugno 1979    | VII (1976)   |
| 7  |                 |               | Alessandro Reggiani (1914–1993) | Deputato | Partito Socialista Democratico Italiano               | 11 agosto 1979   | 11 luglio 1983    | VIII (1979)  |
| 7  | 26 ottobre 1983 | 1 luglio 1987 | Alessandro Reggiani (1914–1993) | Deputato | Partito Socialista Democratico Italiano               | IX (1983)        |                   |              |
| 8  |                 |               | Egidio Sterpa (1926–2010)       | Deputato | Partito Liberale Italiano                             | 11 novembre 1987 | 1 dicembre 1988   | X (1987)     |
| 9  |                 |               | Italico Santoro (1940–2024)     | Deputato | Partito Repubblicano Italiano                         | 1 dicembre 1988  | 18 gennaio 1989   | X (1987)     |
| 10 |                 |               | Francesco Macis (1940–)         | Senatore | Partito Comunista Italiano                            | 19 luglio 1989   | 22 aprile 1992    | X (1987)     |
| 11 |                 |               | Gaetano Vairo (1939–1999)       | Deputato | Democrazia Cristiana                                  | 17 giugno 1992   | 14 aprile 1994    | XI (1992)    |
| 12 |                 |               | Marco Preioni (1950–)           | Senatore | Lega Nord                                             | 25 maggio 1994   | 8 maggio 1996     | XII (1994)   |
| 13 |                 |               | Ignazio La Russa (1947–)        | Deputato | Alleanza Nazionale                                    | 5 giugno 1996    | 29 maggio 2001    | XIII (1996)  |
| 14 |                 |               | Giovanni Crema (1947–)          | Senatore | Socialisti Democratici Italiani                       | 13 giugno 2001   | 27 aprile 2006    | XIV (2001)   |
| 15 |                 |               | Carlo Giovanardi (1950–)        | Deputato | Unione di Centro (2006-2008) Popolari Liberali (2008) | 6 giugno 2006    | 28 aprile 2008    | XV (2006)    |
| 16 |                 |               | Marco Follini (1954–)           | Senatore | Partito Democratico                                   | 19 giugno 2008   | 14 marzo 2013     | XVI (2008)   |
| -  |                 |               | Ignazio La Russa (1947–)        | Deputato | Fratelli d'Italia                                     | 7 maggio 2013    | 22 marzo 2018     | XVII (2013)  |
| 17 |                 |               | Maurizio Gasparri (1956–)       | Senatore | Forza Italia                                          | 18 luglio 2018   | 13 ottobre 2022   | XVIII (2018) |
| 18 |                 |               | Enrico Costa (1969–)            | Deputato | Azione (2022-2024) Forza Italia (2024)                | 16 novembre 2022 | 23 settembre 2024 | XIX (2022)   |

## Composizione nella XIX legislatura (2022 -in corso)
Elenco dei membri all'aprile 2023
| Gruppo parlamentare             | Gruppo parlamentare | Parlamentare                        | Carica   |
| ------------------------------- | --- | ----------------------------------- | -------- |
|                                 | Forza Italia - Berlusconi Presidente - PPE | Enrico Costa (presidente)           | Deputato |
|                                 | Alleanza Verdi e Sinistra (Camera) | Devis Dori (vicepresidente)         | Deputato |
|                                 | Fratelli d'Italia | Alessandro Palombi (vicepresidente) | Deputato |
|                                 | Lega - Salvini Premier (Camera) | Ingrid Bisa (segretaria)            | Deputato |
|                                 | Partito Democratico - Italia Democratica e Progressista | Marco Lacarra (segretario)          | Deputato |
|                                 | Fratelli d'Italia | Ylenja Lucaselli (segretaria)       | Deputato |
| Paola Ambrogio                  | Fratelli d'Italia | Senatore                            |          |
| Andrea Augello                  | Fratelli d'Italia | Senatore                            |          |
| Alberto Balboni                 | Fratelli d'Italia | Senatore                            |          |
| Stefano Maria Benvenuti Gostoli | Fratelli d'Italia | Deputato                            |          |
| Costanzo Della Porta            | Fratelli d'Italia | Senatore                            |          |
| Daniela Dondi                   | Fratelli d'Italia | Deputato                            |          |
| Dario Iaia                      | Fratelli d'Italia | Deputato                            |          |
| Paolo Pulciani                  | Fratelli d'Italia | Deputato                            |          |
| Sergio Rastrelli                | Fratelli d'Italia | Senatore                            |          |
| Salvatore Sallemi               | Fratelli d'Italia | Senatore                            |          |
|                                 | Partito Democratico - Italia Democratica e Progressista | Alfredo Bazoli                      | Senatore |
| Antonella Forattini             | Partito Democratico - Italia Democratica e Progressista | Deputato                            |          |
| Dario Franceschini              | Partito Democratico - Italia Democratica e Progressista | Senatore                            |          |
| Federico Gianassi               | Partito Democratico - Italia Democratica e Progressista | Deputato                            |          |
| Matteo Orfini                   | Partito Democratico - Italia Democratica e Progressista | Deputato                            |          |
| Anna Rossomando                 | Partito Democratico - Italia Democratica e Progressista | Senatore                            |          |
|                                 | Lega - Salvini Premier (Camera) Lega Salvini Premier - Partito Sardo d'Azione (Senato) | Laura Cavandoli                     | Deputato |
| Andrea Giaccone                 | Lega - Salvini Premier (Camera) Lega Salvini Premier - Partito Sardo d'Azione (Senato) | Deputato                            |          |
| Manfredi Potenti                | Lega - Salvini Premier (Camera) Lega Salvini Premier - Partito Sardo d'Azione (Senato) | Senatore                            |          |
| Nicoletta Spelgatti             | Lega - Salvini Premier (Camera) Lega Salvini Premier - Partito Sardo d'Azione (Senato) | Senatore                            |          |
| Erika Stefani                   | Lega - Salvini Premier (Camera) Lega Salvini Premier - Partito Sardo d'Azione (Senato) | Senatore                            |          |
|                                 | MoVimento 5 Stelle | Enrica Alifano                      | Deputato |
| Concetta Damante                | MoVimento 5 Stelle | Senatore                            |          |
| Carla Giuliano                  | MoVimento 5 Stelle | Deputato                            |          |
| Ada Lopreiato                   | MoVimento 5 Stelle | Senatore                            |          |
| Elisa Scutellà                  | MoVimento 5 Stelle | Deputato                            |          |
|                                 | Forza Italia - Berlusconi Presidente - PPE | Patrizia Marrocco                   | Deputato |
| Adriano Paroli                  | Forza Italia - Berlusconi Presidente - PPE | Senatore                            |          |
| Pietro Pittalis                 | Forza Italia - Berlusconi Presidente - PPE | Deputato                            |          |
|                                 | Azione - Italia Viva - Renew Europe | Ivan Scalfarotto                    | Senatore |
|                                 | Noi Moderati (Noi con l'Italia, Coraggio Italia, UDC, Italia al Centro) - MAIE (Camera) Civici d'Italia - Noi Moderati (UDC - Coraggio Italia - Noi con l'Italia - Italia al Centro) - MAIE (Senato) | Francesco Saverio Romano            | Deputato |
| Giorgio Salvitti                | Noi Moderati (Noi con l'Italia, Coraggio Italia, UDC, Italia al Centro) - MAIE (Camera) Civici d'Italia - Noi Moderati (UDC - Coraggio Italia - Noi con l'Italia - Italia al Centro) - MAIE (Senato) | Senatore                            |          |
|                                 | Per le Autonomie (SVP-Patt, Campobase, Sud chiama Nord) (Senato) | Meinhard Durnwalder                 | Senatore |
|                                 | Misto-Alleanza Verdi e Sinistra (Senato) | Ilaria Cucchi                       | Senatore |